# Алікорто індиговий
Аліко́рто індиговий (Brachypteryx cruralis) — вид горобцеподібних птахів родини мухоловкових (Muscicapidae). Мешкає в Гімалаях і Південно-Східній Азії. Раніше вважався підвидом сизого алікорто, однак був визнаний окремим видом за результатами молекулярно-генетичного дослідження, опублікованими в 2018 році.

## Поширення і екологія
Індигові алікорто мешкають в Індії, Непалі, Бутані, Китаї, М'янмі, Таїланді, В'єтнамі і Лаосі. Вони живуть в гірських і рівнинних тропічних лісах і чагарникових заростях.

## Поведінка
Індигові алікорто ведуть прихований спосіб життя, ховаючись в густому підліску. Вони живляться комахами та іншими безхребетними, а також ягодами, насінням, бруньками і пагонами. Гніздо робиться зі стебел трави і моху, розміщується в густих чагарниках. 